# Balthasar-Neumann-Gymnasium
Das Balthasar-Neumann-Gymnasium in Marktheidenfeld (Unterfranken) ist ein staatliches, naturwissenschaftlich-technologisches und sprachliches Gymnasium mit Ganztagszweig und zirka 630 Schülern und 60 Lehrern. Das Einzugsgebiet der Schule ist der Altlandkreis Marktheidenfeld. Eine Besonderheit der Schule ist, dass sie zu den ersten Ganztagsgymnasien in Bayern gehört. Die Schule unterhält seit einigen Jahren im Rahmen des Comenius-Programm einen intensiven Austausch mit anderen Schulen aus ganz Europa. Von 1978 bis 2007 fanden jährlich die Filmtage der bayerischen Schulen am Balthasar-Neumann-Gymnasium statt.

## Geschichte
Noch im Jahr 1966 gab es in der Kreisstadt Marktheidenfeld außer der Hauptschule keine weiterführenden Schulen. Die nächsten Gymnasien waren in Lohr am Main, Würzburg und im badischen Wertheim. Kurz vor der  Gebietsreform in Bayern (1971 bis 1980), in der der Landkreis Marktheidenfeld aufgelöst wurde, entstanden in Marktheidenfeld neben dem Balthasar-Neumann-Gymnasium fast zeitgleich noch die Staatliche Fachoberschule Marktheidenfeld und die Staatliche Realschule Marktheidenfeld. Marktheidenfeld wurde von der Kreisstadt zur Schulstadt. Der Unterricht begann im September 1970 mit drei Abteilungen der 5. Klasse in der Kreisberufsschule (Friedensstraße 44) unter dem ersten Schulleiter Werner Dorfmüller. Das Gymnasium wurde als mathematisch-naturwissenschaftliches Gymnasium gegründet. Am 1. Juli 1972 wurde die Errichtung eines neusprachlichen Zweiges genehmigt und im August mit dem Bau des Neubaus begonnen. Seinen Namen erhielt das Gymnasium im selben Jahr durch Hans Maier nach Balthasar Neumann. Am 17. September 1974 begann der Unterricht für 16 Klassen im Neubau.
Seit 2016 ist Hartmut Beck Schulleiter. Die Schule unterhält eine offene Ganztagsbetreuung.

Schülerzahlen BNG 1970 bis 2024

## Bekannte Schüler
- Tina Landgraf (* 1976), Schauspielerin
- Linda Riedmann (* 2003), Radrennfahrerin
- Harald Riegel (* 1965), Rektor der Hochschule Aalen